# Campionati statunitensi di sci alpino 1987
I Campionati statunitensi di sci alpino 1987 si svolsero a Crested Butte nel mese di febbraio; furono assegnati i titoli di discesa libera, supergigante, slalom gigante, slalom speciale e combinata, sia maschili sia femminili.

## Risultati

### Uomini

#### Discesa libera
| Pos. | Atleta             | Nazione     |
| ---- | ------------------ | ----------- |
| 1    | Doug Lewis         | Stati Uniti |
| 2    | Andreas Rickenbach | Stati Uniti |
| 3    | Alan Lauba         | Stati Uniti |

#### Supergigante
| Pos. | Atleta             | Nazione     |
| ---- | ------------------ | ----------- |
| 1    | Tiger Shaw         | Stati Uniti |
| 2    | Doug Lewis         | Stati Uniti |
| 3    | Andreas Rickenbach | Stati Uniti |

#### Slalom gigante
| Pos. | Atleta        | Nazione     |
| ---- | ------------- | ----------- |
| 1    | Felix McGrath | Stati Uniti |
| 2    | Troy Watts    | Stati Uniti |
| 3    | Tiger Shaw    | Stati Uniti |

#### Slalom speciale
| Pos. | Atleta        | Nazione     |
| ---- | ------------- | ----------- |
| 1    | Bob Ormsby    | Stati Uniti |
| 2    | Felix McGrath | Stati Uniti |
| 3    | Alex Williams | Stati Uniti |

#### Combinata
| Pos. | Atleta     | Nazione     |
| ---- | ---------- | ----------- |
| 1    | Tiger Shaw | Stati Uniti |
| 2    |            |             |
| 3    |            |             |

### Donne

#### Discesa libera
| Pos. | Atleta       | Nazione     |
| ---- | ------------ | ----------- |
| 1    | Pam Fletcher | Stati Uniti |
| 2    | Hilary Lindh | Stati Uniti |
| 3    | Carter Payne | Stati Uniti |

#### Supergigante
| Pos. | Atleta           | Nazione     |
| ---- | ---------------- | ----------- |
| 1    | Pam Fletcher     | Stati Uniti |
| 2    | Debbie Armstrong | Stati Uniti |
| 3    | Tori Pillinger   | Stati Uniti |

#### Slalom gigante
| Pos. | Atleta           | Nazione     |
| ---- | ---------------- | ----------- |
| 1    | Debbie Armstrong | Stati Uniti |
| 2    | Beth Madsen      | Stati Uniti |
| 3    | Eva Twardokens   | Stati Uniti |

#### Slalom speciale
| Pos. | Atleta          | Nazione     |
| ---- | --------------- | ----------- |
| 1    | Tamara McKinney | Stati Uniti |
| 2    | Eva Twardokens  | Stati Uniti |
| 3    | Sally Knight    | Stati Uniti |

#### Combinata
| Pos. | Atleta       | Nazione     |
| ---- | ------------ | ----------- |
| 1    | Pam Fletcher | Stati Uniti |
| 2    | Carter Payne | Stati Uniti |
| 3    |              |             |